# Ocypus ophthalmicus
Ocypus ophthalmicus är en skalbaggsart som först beskrevs av Giovanni Antonio Scopoli 1763.  Ocypus ophthalmicus ingår i släktet Ocypus, och familjen kortvingar. Arten är reproducerande i Sverige.

## Bildgalleri

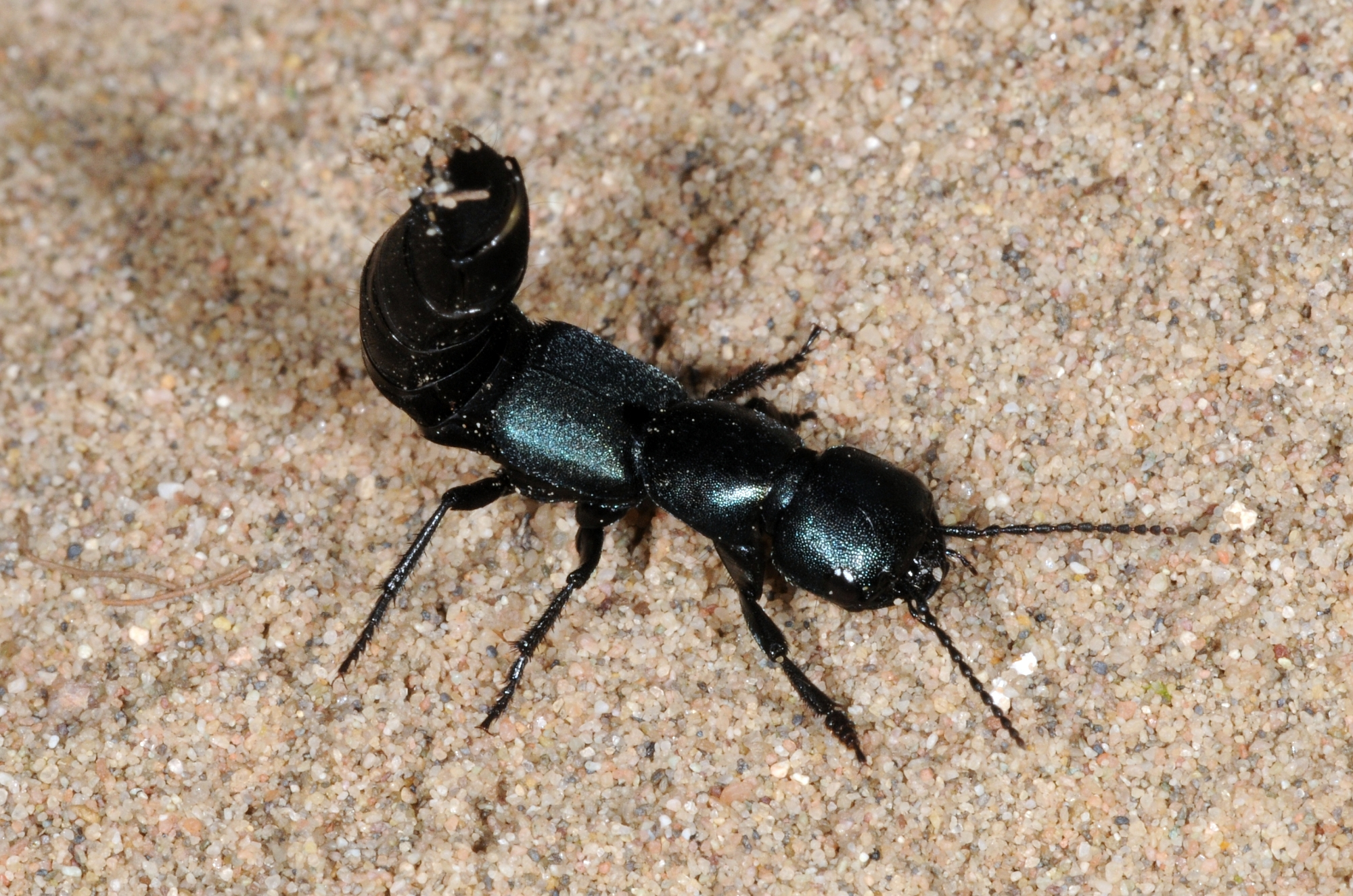
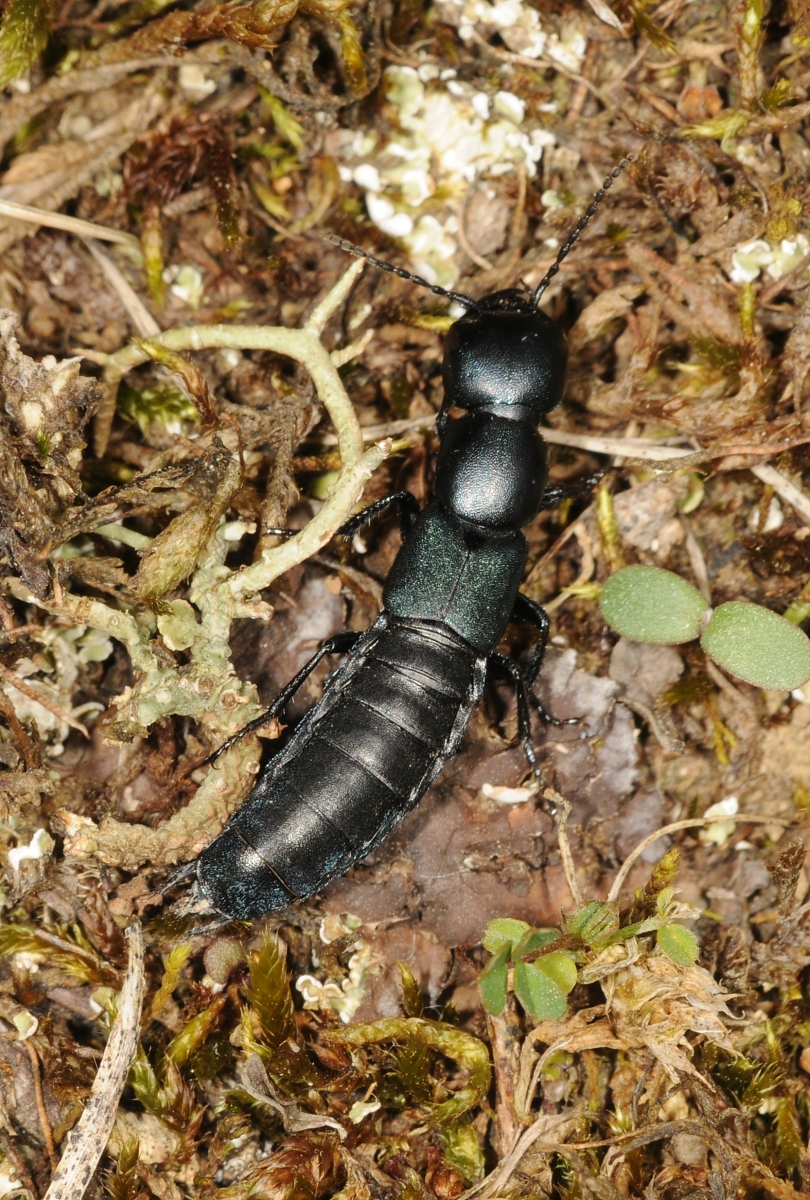